# Bataille de Rheindalen
Guerre de Quatre-Vingts Ans
Batailles
- Chronologie de la guerre de Quatre-Vingts Ans
- Valenciennes
- Austruweel
- Rheindalen
- Heiligerlee
- Jemmingen
- Jodoigne
- Brielle
- 1er Flessingue
- Malines
- Goes
- Mons
- Haarlem
- 2e Flessingue
- Borsele
- Zuiderzee
- Alkmaar
- Leyde
- Reimerswaal
- Mook
- Lillo
- Zierikzee
- 1er Anvers
- 1er Bréda
- Gembloux
- Rijmenam
- 1er Deventer
- Maastricht
- 2e Bréda
- Açores
- 2e Anvers
- 3e Anvers
- Boksum
- Zutphen
- 1er Berg-op-Zoom
- Gravelines
- 3e Bréda
- 2e Deventer
- Groningue
- Huy
- 1er Groenlo1
- 2e Groenlo
- Turnhout
- Nieuport
- Ostende
- L'Écluse
- 3e Groenlo
- Saint-Vincent
- Gibraltar
- Saint-Vincent (1621)
- 2e Berg-op-Zoom
- 4e Bréda
- 4e Groenlo
- Matanzas
- Bois-le-Duc
- Abrolhos
- Slaak
- Maastricht
- 5e Bréda
- Cabañas
- Calloo
- Les Downs
- Saint-Vincent (1641)
- Hulst
- Cavite

La bataille de Rheindalen ou bataille de Dalen, qui a lieu le 25 avril 1568 au début de la guerre de Quatre-Vingts Ans, oppose les insurgés des Pays-Bas espagnols commandés par Joost de Soete, pour le compte de Guillaume d'Orange, aux troupes espagnoles commandées par Sancho d'Avila et Sancho de Londoño (en) au nom du duc d'Albe, gouverneur des Pays-Bas, et du roi Philippe II. La bataille se termine par la victoire des Espagnols.
C'est la première bataille de la guerre de Quatre-Vingts Ans (1568-1648), qui aboutira à la sécession (1585), puis à l'indépendance des Provinces-Unies (1648).

## Contexte
En 1568, les Pays-Bas espagnols, issus de l'empire bourguignon de Charles le Téméraire, sont constitués par 17 provinces, allant de la Frise à l'Artois, dont le souverain (duc de Brabant, comte de Flandre, etc.) est, par le jeu des mariages et héritage, le chef de la maison des Habsbourg d'Espagne, Philippe II. Les tensions entre lui et ses sujets néerlandais aboutissent à une crise en 1566, qui se transforme rapidement en une révolte, la « révolte des Gueux » (août 1566). 
L'arrivée du duc d'Albe aux Pays-Bas en août 1567 marque le début d'une répression féroce, qui oblige beaucoup de gens à se réfugier à l'étranger pour éviter d'être arrêté, voire condamné à mort (comme le comte d'Egmont et le comte de Horn). 
Leader de l'insurrection, le prince Guillaume d'Orange-Nassau, réfugié en Saxe, le pays d'origine de son épouse, met sur pied une armée et lance dès 1568 une offensive, notamment au nord (Louis et Adolphe de Nassau) et dans la région de Maastricht (Joost de Soete). Celui-ci va être le premier à devoir livrer bataille.

## Préliminaires
Le 20 avril 1568, Joost de Soete, seigneur de Villars, venant d'Allemagne pénètre sur le territoire des Pays-Bas près de Maastricht à la tête de 3 000 hommes. Son intention est de conquérir une place importante qui lui servirait par la suite de base pour les expéditions à venir. Marchant vers le nord, il atteint Ruremonde (Roermond). La ville refusant de s'ouvrir, les insurgés commencent à préparer un siège.
Alors envoyés par le duc d'Albe (qui réside à Bruxelles), Sancho d'Avila (cavalerie) et Sancho de Londoño (en) (infanterie) avancent vers Ruremonde avec 1 600 soldats des tercios espagnols. Sans attendre leur arrivée, Villars lève le siège et se replie vers Erkelenz en Allemagne. 
Mais il est poursuivi par les troupes espagnoles.

## La bataille
Les deux armées se font face entre Erkelenz et Rheindalen (ou Dalen, pour les Néerlandais). 
Au cours de l'affrontement qui s'ensuit, les insurgés perdent 1 100 à 1 700 hommes, dont la totalité de la cavalerie. 
Villars se retire vers Rheindalen, mais il est poursuivi par Sancho de Londoño et 600 fantassins. La cavalerie de d'Avila, mise en difficulté par l'état du terrain, ne participe pas à la suite de la bataille. Ayant rejoint les insurgés, Londoño et ses hommes les anéantissent. 
Villars réussit à se réfugier dans la ville, mais il est finalement fait prisonnier, puis exécuté dans les jours qui suivent. 

## Suites
Les insurgés (Louis et Adolphe de Nassau) remportent une bataille à Heiligerlee (23 mai) dans le nord des Pays-Bas, mais sont battus à Jemmingen. 
Guillaume d'Orange en personne est vaincu à Jodoigne, non loin de Bruxelles, le 20 octobre, ce qui met fin à la campagne de 1568. 
La guerre reprendra seulement en 1572 avec la prise de Brielle par les « gueux de mer » (1er avril).